# Bitwa pod Dobrą (1770)
Bitwa pod Dobrą – bitwa stoczona 23 stycznia 1770 roku w czasie konfederacji barskiej pod Dobrą w ówczesnym województwie sieradzkim.
Próbujące przebić się do Wielkopolski zgrupowanie wojsk konfederackich pod dowództwem marszałka lubelskiego Adama Szaniawskiego, mając przewagę liczebną zastąpiło drogę korpusowi wojsk rosyjskich płk Iwana Drewicza. Rosjanie oparci o przedpole miasta, wykorzystali złe rozpoznanie Polaków, którzy uderzyli w silnie bronione prawe skrzydło wojsk carskich. Jednocześnie załamał się atak prawego skrzydła wojsk konfederackich, które uległy tam rozproszeniu. Wzmocnienie polskiego prawego skrzydła doprowadziło w końcu do obejścia skrzydła lewego przez wojska rosyjskie co spowodowało całkowitą klęskę. 
Sam Szaniawski został ciężko ranny, do niewoli dostało się wielu marszałków konfederackich. W ręce wroga wpadły wszystkie armaty. 
Klęska ta spowodowała rozformowanie części oddziałów konfederackich, część konfederatów uszła na Śląsk Cieszyński.